# UIB (metropolitana di Palma di Maiorca)
UIB è una stazione della linea 1 della metropolitana di Palma di Maiorca.
Si trova poche centinaia di metri dall'ingresso principale dell'Università delle Isole Baleari.

## Storia
La costruzione dei tunnel della metropolitana iniziarono il 9 agosto 2005 e la stazione venne inaugurata il 27 aprile 2007.
Durante la costruzione, l'ingresso della stazione del campus universitario venne spostata verso sud a causa dei lavori di ampliamento del campus stesso. Tali lavori provocarono le lamentele dei professori e degli studenti delle facoltà di Scienze e di Lettere e Filosofia, i quali a causa dei rumori dei lavori non potevano svolgere le lezioni regolarmente .

## Servizi
La stazione dispone di:
- Biglietteria automatica

## Interscambi
- Fermata autobus urbani
- Fermata autobus extraurbani

## Dintorni
- Università delle Isole Baleari